# Malta Eurovision Song Contest 2015
Malta participou no Festival Eurovisão da Canção 2015, em Viena, Áustria. O seu representante foi selecionado através de final nacional, organizado pela emissora maltesa.
Malta vai participar na primeira ou na segunda semifinal.

## Final Nacional

### Semi Final
A semifinal teve lugar no dia 21 de novembro de 2014, caso vinte canções competiu por quatorze pontos qualificadas na final. Um sorteio foi realizado para determinar quais entradas iria abrir e fechar o show; "Home" realizada por Lyndsay Pace foi escolhido para abrir o show e "Love and Let Go" realizada por Ekklesia Sisters foi escolhido para fechar o show. As posições restantes na ordem de marcha foram determinadas pelos produtores do show. O show foi aberto com um desempenho convidado por Maltese Eurovision Song Contest Júnior 2014 representante Federica Falzon tocando a música "Diamonds".
| Ordem | Artista          | Música                  | Compositor(s)                                                         | Resultado |
| ----- | ---------------- | ----------------------- | --------------------------------------------------------------------- | --------- |
| 1     | Lyndsay Pace     | "Home"                  | Boris Cezek                                                           | Eliminado |
| 2     | Iona Dalli       | "Could Have Been Me"    | Philip Vella                                                          | Eliminado |
| 3     | Franklin         | "Still Here"            | Alexander Rybak                                                       | Finalista |
| 4     | Christabelle     | "Rush"                  | Elton Zarb, Muxu                                                      | Finalista |
| 5     | Jessika          | "Fandango"              | Philip Vella, Gerard James Borg                                       | Finalista |
| 6     | Chris Grech      | "Closed Doors"          | Chris Grech, Edward Mifsud, Peter Borg, David Cassar Torreggiani      | Finalista |
| 7     | Karen DeBattista | "12, Baker Street"      | Jan van Dijck, Emil Calleja Bayliss                                   | Finalista |
| 8     | Daniel Testa     | "Something in the Way"  | Måns Ek, Charlie Mason                                                | Finalista |
| 9     | Glen Vella       | "Breakaway"             | Kevin Borg, Simon Gribbe                                              | Finalista |
| 10    | Raquel           | "Stop Haunting Me"      | Elton Zarb, Muxu                                                      | Eliminado |
| 11    | Domenique        | "Take Me As I Am"       | Aidan O'Connor, Sara Biglert, Christian Schneider, Madeleine Jangklev | Eliminado |
| 12    | Lawrence Gray    | "The One That You Love" | Elton Zarb, Lawrence Gray                                             | Finalista |
| 13    | Deborah C        | "It's OK"               | Elton Zarb, Muxu                                                      | Finalista |
| 14    | Danica Muscat    | "Close Your Eyes"       | Elton Zarb, Emil Calleja Bayliss                                      | Eliminado |
| 15    | Corazon          | "Secretly"              | Corazon Mizzi                                                         | Eliminado |
| 16    | L-Aħwa           | "Beautiful to Me"       | Erik Anjou                                                            | Finalista |
| 17    | Amber            | "Warrior"               | Elton Zarb, Muxu                                                      | Finalista |
| 18    | Trilogy          | "Chasing a Dream"       | Joe Julian Farrugia, Paul Abela                                       | Finalista |
| 19    | Dominic          | "Once in a While"       | Elton Zarb, Rita Pace                                                 | Finalista |
| 20    | Ekklesia Sisters | "Love and Let Go"       | Philip Vella                                                          | Finalista |

### Final
A final teve lugar em 22 de novembro de 2014, caso os quatorze entradas que qualificaram a partir da semifinal foram realizadas novamente e os votos de um júri painel de cinco membros (5/6) e os resultados de televoto pública (1/6) determinou o vencedor. Um sorteio foi realizado em uma conferência de imprensa após a semifinal, a fim de determinar quais entradas iria abrir e fechar o show; "Breakaway" realizada por Glen Vella foi escolhido para abrir o show e "Something In The Way" realizada por Daniel Testa foi escolhido para fechar o show. As posições restantes na ordem de marcha foram determinados pelos produtores do show. O show foi aberto com um desempenho convidado pelo Festival Eurovisão da Canção 2014 vencedor Conchita Wurst realizando " subir como uma Fênix ". O ato também contou com intervalo Wurst tocando a música " heróis "e 2 014 participantes da Eurovisão malteses Firelight desempenho " Coming Home "," Talk Dirty "e" Contexto da Vida".
Amber e o tema "Warrior", foram os vencedores.